# Nellie (Ohio)
Nellie es una villa ubicada en el condado de Coshocton en el estado estadounidense de Ohio. En el Censo de 2010 tenía una población de 131 habitantes y una densidad poblacional de 70,84 personas por km².

## Geografía
Nellie se encuentra ubicada en las coordenadas 40°20′19″N 82°4′15″O / 40.33861, -82.07083. Según la Oficina del Censo de los Estados Unidos, Nellie tiene una superficie total de 1.85 km², de la cual 1.85 km² corresponden a tierra firme y (0%) 0 km² es agua.

## Demografía
Según el censo de 2010, había 131 personas residiendo en Nellie. La densidad de población era de 70,84 hab./km². De los 131 habitantes, Nellie estaba compuesto por el 98.47% blancos, el 0% eran afroamericanos, el 0% eran amerindios, el 0% eran asiáticos, el 0% eran isleños del Pacífico, el 0.76% eran de otras razas y el 0.76% pertenecían a dos o más razas. Del total de la población el 0% eran hispanos o latinos de cualquier raza.